# 即墨市第一中学
即墨市第一中学简称即墨一中。位于中国山东省即墨市。学校创建于1904年，前身是德国基督教会创办的“萃英书院”，是青岛地区历史最久的学校之一（仅次于1900年建校的青岛第九中学）。几经沿革，1989年学校定名为即墨市第一中学。
1954年，学校被确定为山东省重点中学，1992年被确定为首批山东省规范化学校，2011年被确定为山东省教学示范学校。被国家留学基金委确定为出国留学人才选拔基地。被教育部确定为全国重点大学暨“211工程”大学生源基地。

## 學校象徵
- 校训：“为每个学生积蓄成才的力量”
- 校风：“崇信明义，务实创新”
- 教风：“精心做学术，真心为人师”
- 学风：“刻苦求知，创新做事，诚意合作，正直生存”

## 位置及设施
学校位于即墨市文化路87号，占地123亩，建有教学楼2座、科技楼1座、学生餐厅1座、办公楼1座，建有400米标准塑胶跑道体育场及标准篮、排球场。